# Кадом
Ка́дом — рабочий посёлок, административный центр Кадомского района Рязанской области Российской Федерации.

## География
Посёлок расположен на обоих берегах реки Мокша, в 245 км от Рязани, в 209 км от Саранска и в 59 км к северо-востоку от железнодорожной станции Сасово на линии Рязань — Рузаевка.

## История
Кадом известен с 1209 года, впервые упоминается в Никоновской летописи. В XV веке Старый Кадом был покинут жителями вследствие разрушительных разливов реки Мокши. Новый населённый пункт был основан на песчаных холмах в шести километрах ниже по течению Мокши. Здесь проходил Ногайский шлях или Ордобазарная дорога.
В середине XV века Кадом с его округой был отдан в удел казанскому царевичу Касиму и до конца XVII века был в составе Касимовского ханства. С середины XVII века времени татарские князья, мурзы все чаще переходят из мусульманской веры в христианскую.
В конце XV века Кадом считается одним из центров приготовления мёда.
В XVI веке на горе, ныне называемой Вознесенской или Соборной, был построен деревянный Кадомский кремль, просуществовавший до XVIII века.
В Смутное время Кадом был захвачен польскими интервентами.
С 1779 года Кадом — уездный город Тамбовского наместничества. В 1796 году был выведен за штат.
В 1797 году при церкви Святого Димитрия была основана женская община на правах монастыря.
Кадомская вышивка возникла в XVIII веке при Петре I. Венецианские кружевницы были привезены в Кадомский монастырь, где обучили мастерству русских монахинь.
В конце XIX века помещица М. А. Новосильцева организовала пункт приёма кружевных изделий от крестьянок в своём имении Муханово, расположенном недалеко от Кадома. Дочь Новосильцевой — М. Ю. Авинова — учредила кустарный пункт в Кадоме. Кружева имели успех в Петербурге, Москве, Киеве и Лондоне.
В 1861 году в Кадоме насчитывалось 7365 жителей, действовало четыре церкви и монастырь.
В 1868 году женская церковная монастырская община была реорганизована в женский Милостиво-Богородицкий монастырь, при котором действовали школа и приют для девушек из семей священников. При монастыре создана Кадомская женская богадельня. После установления советской власти монастырь был упразднён. Вновь открыт в 1997 году.
В 1913 году в Кадоме на средства М. Ю. Авиновой открыта Школа кружевниц-вышивальщиц.
В 1927 году в Кадоме создана артель по производству вышито-кружевных изделий «Пробуждение», которая в 1960 году преобразована в фабрику.
Статус города Кадом носил до 1926 года, затем утратил его, но в 1958 году был утверждён посёлком городского типа.
В 2 км от поселка находился аэродром, основной самолет Ан-2. Осуществлялись регулярные рейсы в Рязань и Сасово. Закрыт в начале 90-х.

## Население
| 1926  | 1939  | 1959  | 1970  | 1979  | 1984  | 1989  | 2002  | 2006  |
| ----- | ----- | ----- | ----- | ----- | ----- | ----- | ----- | ----- |
| 8200  | ↘5748 | ↗8744 | ↘7598 | ↘7484 | ↘7200 | ↗7250 | ↘6181 | ↘5925 |
| 2009  | 2010  | 2012  | 2013  | 2014  | 2015  | 2016  | 2017  | 2018  |
| ↘5801 | ↘5478 | ↘5389 | ↘5333 | ↘5294 | ↘5216 | ↗5225 | ↗5255 | ↘5239 |
| 2019  | 2020  | 2021  | 2023  |       |       |       |       |       |
| ↘5220 | ↘5183 | ↘5167 | ↘5031 |       |       |       |       |       |

Национальный состав
По итогам переписи населения 2020 года проживали следующие национальности (национальности менее 0,1 % и другое, см. в сноске к строке «Другие»):
| Национальность | Численность, чел. | Доля     |
| -------------- | ----------------- | -------- |
| Русские        | 5010              | 96,96 %  |
| Мордва         | 23                | 0,45 %   |
| Татары         | 19                | 0,37 %   |
| Азербайджанцы  | 17                | 0,33 %   |
| Украинцы       | 10                | 0,19 %   |
| Узбеки         | 8                 | 0,15 %   |
| Цыгане         | 6                 | 0,12 %   |
| Таджики        | 6                 | 0,12 %   |
| Другие         | 68                | 1,31 %   |
| Итого          | 5167              | 100,00 % |

## Экономика
Основное предприятие посёлка — швейная фабрика «Кадомский вениз», выпускающая ручную венизную вышивку, которая является одним из национальных народных промыслов Рязанской области.
В Кадомском районе развивается экотуризм: рыбалка, катание на лошадях, лодочные прогулки.

## Религия
Ранее в Кадоме располагалось семь церквей. Сейчас действуют две, ещё одна реставрируется. Всероссийскую известность получил женский Милостиво-Богородицкий монастырь, который ведёт своё начало с 1793 года. Храм имел высокохудожественную утварь и старинные иконы. В 1868 году в обители было открыто женское училище. В настоящее время монастырь возродил своё существование, в нем проводятся богослужения.
Также в Кадоме действует собор святителя Димитрия Ростовского, расположенный вблизи монастыря.

## Социальная сфера
Работают районный краеведческий музей, дом культуры, детская школа искусств.
Среднее специальное образование дает Кадомский технологический техникум.